# Maschinenfabrik Gustav Eirich
Die Maschinenfabrik Gustav Eirich mit Hauptsitz in Hardheim, Baden-Württemberg, entwickelt und produziert Maschinen und Anlagen zur Aufbereitung von schüttfähigen Stoffen, Schlickern und Schlämmen. Der Schwerpunkt liegt auf den verfahrenstechnischen Bereichen Mischen, Mahlen, Granulieren, Pelletieren und Trocknen. Das 1863 gegründete Unternehmen ist in fünfter Generation familiengeführt.
Das Unternehmen ist Teil der internationalen Eirich-Gruppe mit fünfzehn Standorten in zwölf Ländern, einem weltweiten Vertriebsnetz, rund 1250 Mitarbeitern und einem Gruppenumsatz von bis zu 200 Mio. Euro. 2017 wurden rund 50 % des Umsatzes in Asien erzielt, etwa 30 % in West- und Osteuropa und 20 % auf dem deutschen Binnenmarkt.
Eirich zählt zu den „Hidden Champions“ in der Misch- und Aufbereitungstechnik. Die in der Verfahrenstechnik international gebräuchliche Bezeichnung „Eirich-Mischer“ (bzw. „Eirich Mixer “) steht als Synonym für den durch das Unternehmen entwickelten Gegenstrom-Intensivmischer.

## Geschichte

### Geschichte des Hardheimer Stammsitzes
1863 gründete Gustav Eirich ein eigenes Geschäft in Hardheim, die „Mechanische Werkstatt Gustav Eirich“. Wie bereits sein Vater Matthias Eirich hatte er zuvor als „Mühlenarzt“ Mühleninstandsetzungen in den umliegenden Tälern von Erfa und Tauber ausgeführt. Eirichs zweite, 1869 errichtete Werkstatt verfügte zum Antrieb der Werkzeugmaschinen über einen Anschluss an eine Mehl-, Öl- und Sägemühle. 1883 erwarb Eirich schließlich eine eigene Mühle an der Erfa und richtete zusätzlich ein Sägewerk ein (die ehemalige sogenannte Mittelmühle wurde 2008 renoviert und ist nach wie vor Sitz der Geschäftsführung). Seine Produktion umfasste nun Wasserräder und Triebwerkteile für Mühlen und Göpelwerke, landwirtschaftliche Maschinen (darunter Häcksel- und Dreschmaschinen, Futterschneidmaschinen, Obstpressen und Rübenmühlen) sowie Maschinen und Zubehör für Sägewerke.
Im Jahr 1900 übernahmen Eirichs Söhne Ludwig und Josef Eirich die Geschäftsleitung. 1904 wurde eine Stromerzeugungsanlage zur elektrischen Beleuchtung der Werkstatt installiert. Ab 1907 versorgte das Elektrizitätswerk Gebrüder Eirich auch die Hardheimer Bürger mit Strom. (Die eigene Stromproduktion wurde 1964 eingestellt, aber Eirich ist weiterhin der Netzbetreiber der Gemeinde Hardheim.)
In den 1920er Jahren wurden die Produktion und das Sägewerk auf Elektromotoren umgerüstet und eine Versuchs- und Vorführabteilung (die „Probierstube“, heute das Technikum am Unternehmensstammsitz) eingerichtet.
Während des Zweiten Weltkriegs und in den Nachkriegsjahren wurde das Unternehmen von Gustav Eirich Jr. und seinem Vetter Willi Eirich, den Enkeln des Gründers, geleitet. Nach dem Krieg fertigte Eirich in Hardheim Häcksler und Planscheibenmühlen, zeitweise wurde auch ein Betonwerk betrieben. Ab den 1950er Jahren konzentrierte sich die Geschäftstätigkeit auf den Bereich Mischen.
1968 traten Hubert Eirich und seine Vettern Paul und Walter Eirich in vierter Familiengeneration in die Geschäftsführung ein. Mit dem Ausscheiden von Hubert und Paul Eirich vollzog die Geschäftsführung Ende 2013 den vollständigen Übergang zur fünften Generation: Seit 2014 stehen Stephan Eirich und Ralf Rohmann dem Unternehmen vor.
2011 eröffnete das neu errichtete Logistikzentrum des Unternehmens im benachbarten Külsheim. Von 2011 bis 2012 wurde auf dem Hardheimer Stammgelände eine neue Montagehalle mit repräsentativem Empfangsbereich errichtet.
2013 wurde in der alten Werkstatt und in einem Teil der ehemaligen Montagehalle in Hardheim ein Firmenmuseum – das „Mixeum Eirich“ – eröffnet.

### Internationalisierung
1956 eröffnete Eirich in Kanada eine erste Vertriebsniederlassung.
1971 begann die Zusammenarbeit mit dem südafrikanischen Unternehmen H. Birkenmayer (Pty.) Ltd. das zunächst als Lizenznehmer für Eirich-Mischtechnologie agierte. 2016 wurde Birkenmayer vollständig von der Eirich-Gruppe übernommen.
Weitere Produktionsstätten folgten 1973 und 1974 in Brasilien und Japan. 1988 wurde Eirich France gegründet. 1993 errichtete Eirich ein Werk in Gurnee, Illinois. Die nordamerikanischen Aktivitäten des Unternehmens inklusive Vertrieb wurden unter Leitung der Tochtergesellschaft Eirich Machines, Inc. an diesem Standort zusammengefasst. Ein weiterer Produktionsstandort der Gruppe entstand 1999 in Mumbai.
Seit 1993 ist die Eirich-Gruppe mit eigenen Vertriebs- und Servicegesellschaften in China vertreten. 2004 wurde die Eirich FME Machinery gegründet, ein Joint Venture mit FME, einem Entwickler und Hersteller von Gießereianlagen in Jiangyin. 2007 eröffnete die Eirich-Gruppe in Jiangyin ein eigenes Werk, das – mit Orientierung auf den internationalen Markt – ebenfalls auf Maschinen und Anlagen für die Gießerei-Industrie spezialisiert ist. Unter dem Namen Eirich Machinery Jiangyin Co., Ltd. ist das Unternehmen heute eine 100ige% Tochter der Eirich-Gruppe.
Mit der Gründung von Service- und Vertriebsgesellschaften in Russland (2004), der Ukraine (2008) und Kasachstan (2015) expandierte die Gruppe auch nach Osteuropa. Im Jahr 2015 beteiligte sich die Eirich-Gruppe an ihrem italienischen Partner; es entstand das auf Ingenieurdienstleistungen im Bereich Mahltechnik spezialisierte Tochterunternehmen Eirich Impianti, S.R.L.
Die japanische Niederlassung des Unternehmens, Nippon Eirich Co., Ltd. etablierte 2016 einen Standort in Australien.

### Produktgeschichte ab 1903
Ein Besuch der Industrie- und Gewerbeausstellung Düsseldorf 1902 brachte die Brüder Eirich in Berührung mit der aufstrebenden Betonindustrie und gab den Anstoß für die Ausweitung der Geschäftstätigkeit in den Bereich Mischtechnik. Der erste Ringtrogmischer für Feinkornbeton wurde 1903 produziert. 1906 wurde das Patent für den Eirich-Planetenmischer erteilt. Das erste Großprojekt, bei dem Eirich-Planetenmischer zum Einsatz kamen, war der 1907 begonnene erste Ausbau des Kaiser-Wilhelm-Kanals (heute Nord-Ostsee-Kanal).
Mit dem 1924 eingeführten Gegenstrom-Schnellmischer wurde die Trennung von Mischguttransport (durch den rotierenden Behälter) und Mischung (durch das Mischwerkzeug) eingeführt – eine Mischtechnologie, auf der Eirich-Mischer bis heute weitgehend basieren. Weiterentwicklungen des Gegenstrom-Schnellmischers sind die Gegenstrom-Intensivmischer mit Wirbler der sogenannten D-Typenreihe (ab den 1960er Jahren) und die R-Typenreihe mit schräg stehendem rotierendem Behälter (ab 1972). Ab 1985 kamen Großmischer für bis zu 8000 Liter Mischgut hinzu. 1986 wurde der weltweit erste Vakuummischer eingeführt. Heute werden Maschinen mit bis zu 12.000 Liter Nutzfüllung, Durchsätzen bis 1500 Tonnen pro Stunde und Antriebsleistungen bis zu 1 Megawatt hergestellt.
Die 2005 eingeführten Labor- und Kleinmischer mit Ablaufautomatisierung und Prozessdatenverarbeitung ermöglichen die computergestützte Dokumentierung und Steuerung und damit auch die vollständige Reproduzierbarkeit von Mischvorgängen. Die Technik wurde von zahlreichen Forschungseinrichtungen im Bereich Material- und Baustoffforschung akquiriert, die diese Mischer für ihre Forschungs- und Entwicklungsarbeit nutzen.

## Geschäftstätigkeit
Das Unternehmen sieht sich als ein Innovator der Verfahrenstechnik, u. a. wegen seiner Entwicklung des sogenannten Intensivmischers. Diese Maschine folgt einem einfachen Grundprinzip: ein variables, langsam bis schnell drehendes Mischwerkzeug wird kombiniert mit einem meist in Gegenrichtung drehenden, leicht geneigten Mischbehälter. Durch die Rotation beider Mischer-Komponenten kann der Energieeintrag in das Mischgut und damit die Qualität der Mischung ganz erheblich erhöht werden.
Intensivmischer finden Anwendung bei der Aufbereitung von Erzen, technischen Kohlenstoffprodukten, Baustoffen, Keramik, Gießereiformsand sowie in der Agrochemie und in der Lebensmittel-/Pharmaindustrie.
Wachsende Bedeutung kommt u. a. der Erzeugung von Massen für verschiedene Batteriesysteme sowie der Herstellung keramischer Granulate zur Verwendung als Stützstoffe (englisch proppants) in Fracking-Fluiden zu.

### Produkte

#### Mischtechnik
Eirich fertigt Intensivmischer in mehreren Bauserien. An den Einsatzzweck des Mischers angepasst werden neben Größe und Neigung des Mischbehälters unter anderem die für die Konstruktion, für Dichtungen und für Beschichtungen bzw. Plattierungen zum Verschleißschutz verwendeten Materialien, die Antriebe und Motoren von Mischwerkzeug und Mischbehälter sowie die Geometrie des Mischwerkzeugs. Die Mischer sind teilweise auch für das Arbeiten unter Vakuum ausgelegt. Unterschiedliche Beschickungs- und Entnahmelösungen gestatten weiterhin die chargenweise oder kontinuierliche Arbeitsweise.
Zum angebotenen Zubehör gehören etwa Betriebsterminals, Messsonden und Geräte zur Mischgut-, Füllstands- und Betriebsüberwachung sowie Baugruppen zur automatischen Reinigung und Wartung. Die Peripherie der Intensivmischer lässt sich weiterhin mit Vakuumpumpen, Heiz- und Kühlelementen zur Temperierung des Mischguts sowie Trocknungstechnik ergänzen.

#### Mahltechnik
Das Unternehmen fertigt Mühlen zur Trocken- und Nassmahlung weicher bis sehr harter Materialien. Angeboten werden Rührwerkskugelmühlen und Trommelkugelmühlen für die Vermahlung grobkörniger Eingangsstoffe zu feinen und feinsten Pulvern bzw. Suspensionen sowie Prallmühlen und Zentrifugalkugelmühlen mit geführtem Luftstrom und integriertem Windsichter zur Zerkleinerung und gleichzeitigen Trocknung von Materialien.

### Anlagenbau
Im Bereich Aufbereitungstechnik plant, baut, wartet und modernisiert Eirich Anlagen, in denen die Maschinen des Unternehmens nach Kundenbedarf mit Technik zum Wiegen und Dosieren, Steuerungstechnik und weiteren für den Betrieb erforderlichen Einrichtungen wie Transportbändern und Verpackungstechnik kombiniert werden. 

### Technikum / Verfahrensentwicklung
Unter der Bezeichnung „Eirich Technikum“ betreibt die Gruppe in Hardheim und an acht weiteren Standorten weltweit Technologie- und Entwicklungszentren, in denen Maschinen und kleinere Komplettanlagen vorgeführt, die Leistungsfähigkeit und Wirtschaftlichkeit verschiedener Misch- und Mahlsysteme für konkrete Anwendungsfälle untersucht (z. B. durch Versuche mit Originalrohstoffen der Kunden) und anwenderspezifische Lösungen entwickelt und erprobt werden. Für die Auswertung von Versuchen stehen hauseigene Prüflabors zur Verfügung.

## Verbundene Unternehmen
Zur Eirich-Gruppe gehören neben der deutschen Maschinenfabrik Gustav Eirich GmbH & Co KG und ihrer Komplementärin, der Eirich Prozesstechnik GmbH, Unternehmen in:
- Brasilien: Eirich Industrial Ltda. Jandira (Produktion, Vertrieb, Service, Technikum)
- China: Eirich Group China Ltd. Shanghai und Beijing (Vertrieb, Service, Technikum); Eirich Machinery Jiangyin Co., Ltd. Jiangyin (Produktion, Vertrieb, Service)
- Frankreich: Eirich France Saintpriest (Vertrieb, Service)
- Indien: Eirich India Pvt. Ltd. Mumbai (Produktion, Vertrieb, Service, Technikum)
- Italien: Eirich Impianti, S.R.L. Mailand (Vertrieb, Service, Technikum)[65]
- Japan: Nippon Eirich Co., Ltd. Nagoya (Produktion, Vertrieb, Service, Technikum)
- Australien: Nippon Eirich So., Ltd.  Australia Branch, Willawong (Vertrieb, Technikum)[66][67]
- Kasachstan: Eirich East Europe GmbH. Almaty (Vertrieb und Service)
- Russland: OOO Eirich Maschinentechnik. Moskau (Vertrieb, Service)
- Südafrika: H. Birkenmeyer (Pty.) Ltd. Isando (Produktion, Vertrieb, Service, Technikum)
- Ukraine: OOO Eirich Maschinentechnik. Dnepropetrovsk (Vertrieb, Service)
- USA: Eirich Machines Inc. Gurnee (Illinois) (Produktion, Vertrieb, Service, Technikum)

## Sonstiges
Das Betriebsmuseum „Mixeum Eirich“ auf dem Hardheimer Stammgelände zeigt die Geschichte des Unternehmens und seiner Produkte.